# Joseph Walker (Kameramann)
Joseph Walker (* 22. August 1892 in Denver, Colorado; † 1. August 1985 in Las Vegas, Nevada) war ein US-amerikanischer Kameramann.

## Leben
Walker arbeitete ab 1910 in Hollywood, zunächst als Lehrling und Kameraassistent. Während des Ersten Weltkriegs war er als Kameramann für Dokumentarfilme für das Rote Kreuz tätig. 1919 erhielt er seinen ersten Auftrag als Chefoperateur in dem Film Back to God’s Country. In der Folgezeit war er bei verschiedenen Filmstudios als freier Mitarbeiter tätig, bevor er 1927 von der Produktionsfirma Columbia Pictures verpflichtet wurde. Als besonders dauerhaft und erfolgreich erwies sich die Zusammenarbeit mit Frank Capra, für den er bei 18 Filmen als Kameramann tätig war.
Neben seiner Tätigkeit als Kameramann war Walker in den Jahren 1944 und 1945 Vizepräsident der American Society of Cinematographers und trat auch als Erfinder fototechnischer Geräte in Erscheinung. Nach dem Film Affäre in Trinidad beendete er seine Karriere als Kameramann, die mehr als 30 Jahre andauerte und in der er an über 140 Filmen mitgewirkt hatte. Walker wurde in dieser Zeit vier Mal für den Oscar in der Kategorie Beste Kamera nominiert. 1981 erhielt er als Erster den Gordon E. Sawyer Award für seine technischen Innovationen im Filmbereich. 1984, ein Jahr vor seinem Tod, veröffentlichte er seine Autobiografie The Light on Her Face.

## Filmografie (Auswahl)
- 1925: Clash of the Wolves
- 1927: Tarzan und der goldene Löwe (Tarzan and the Golden Lion)
- 1927: Flieger in Flammen (Aflame in the Sky)
- 1928: Submarine
- 1929: Flieger (Flight)
- 1930: Ladies of Leisure
- 1931: Das Luftschiff (Dirigible)
- 1931: The Miracle Woman
- 1931: Vor Blondinen wird gewarnt (Platinum Blonde)
- 1932: Der Tag, an dem die Bank gestürmt wurde (American Madness)
- 1932: Unbescholten (Virtue)
- 1933: The Bitter Tea of General Yen
- 1933: Lady für einen Tag (Lady for a Day)
- 1934: Das leuchtende Ziel (One Night of Love)
- 1934: Es geschah in einer Nacht (It Happened One Night)
- 1934: Broadway Bill
- 1935: Love Me Forever
- 1935: Leise kommt das Glück zu Dir (Let’s Live Tonight)
- 1936: Mr. Deeds geht in die Stadt (Mr. Deeds Goes To Town)
- 1936: Theodora wird wild (Theodora Goes Wild)
- 1937: In den Fesseln von Shangri-La (Lost Horizon)
- 1937: Die schreckliche Wahrheit (The Awful Truth)
- 1938: Lebenskünstler (You Can’t Take It with You)
- 1939: S.O.S. Feuer an Bord (Only Angels Have Wings)
- 1939: Mr. Smith geht nach Washington (Mr. Smith Goes to Washington)
- 1940: Sein Mädchen für besondere Fälle (His Girl Friday)
- 1941: Urlaub vom Himmel (Here Comes Mr. Jordan)
- 1941: Akkorde der Liebe (Penny Serenade)
- 1942: Ein Kuß zuviel (They All Kissed the Bride)
- 1942: Sechs Schicksale (Tales of Manhattan)
- 1942: Meine Schwester Ellen (My Sister Eileen)
- 1944: Modell wider Willen (Together Again)
- 1945: Eine Frau mit Unternehmungsgeist (Roughly Speaking)
- 1946: Ist das Leben nicht schön? (It’s a Wonderful Life)
- 1946: Der Jazzsänger (The Jolson Story)
- 1948: Ein Mann für Millie (The Mating of Millie)
- 1948: Die bronzene Göttin (The Velvet Touch)
- 1949: Der Mann, der zu Weihnachten kam (Mr. Soft Touch)
- 1949: Flitterwochen mit Hindernissen (Tell it to the Judge)
- 1950: Never a Dull Moment
- 1950: Mein Glück in deine Hände (No Sad Songs for Me)
- 1950: Die Lügnerin (Harriet Craig)
- 1950: Die ist nicht von gestern (Born Yesterday)
- 1950: Die Männerfeindin (A Woman of Distinction)
- 1951: Die Spur führt zum Hafen (The Mob)
- 1952: Affäre in Trinidad (Affair in Trinidad)
- 1952: Happy-End … und was kommt dann? (The Marrying Kind)